# ستيف دوغلاس
ستيف دوغلاس (بالإنجليزية: Steve Douglas)‏ هو موسيقي جلسات ‏ أمريكي، ولد في 24 سبتمبر 1938 في لوس أنجلوس في الولايات المتحدة، وتوفي في 19 أبريل 1993 بسبب نوبة قلبية.

## وصلات خارجية
- ستيف دوغلاس على موقع IMDb (الإنجليزية)
- ستيف دوغلاس على موقع ميوزك برينز (الإنجليزية)
- ستيف دوغلاس على موقع ديسكوغز (الإنجليزية)